# Олонецкий 14-й пехотный полк
14-й пехотный Олонецкий Его Величества Короля Сербского Петра I полк — пехотная воинская часть Русской императорской армии.
- Старшинство — 20 августа 1798 года
- Полковой праздник — 29 июня.

## Места дислокации
В 1820 году — Гороховец Владимирской губернии. Второй батальон полка на поселении в Новгородской губернии. Полк входил в состав 5-й пехотной дивизии.
В 1828 году — город Ельня. Полк входил в состав 5-й пехотной дивизии.

## Формирование и кампании полка
Полк сформирован 20 августа 1798 года в Угличе, в составе двух батальонов, под названием мушкетёрский генерал-майора Брандта полк и затем назывался именами других шефов: генерал-майора Меркулова полк (с 22 апреля 1799 года) и Кашкина полк (с 14 декабря 1800 года). 31 марта 1801 г. император Александр I наименовал полк Олонецким мушкетёрским и привёл в состав трёх батальонов.
В 1806 году в ходе русско-турецкой войны Олонецкий полк, состоя в корпусе Милорадовича, находился при занятии Бухареста, в следующем году принял участие в экспедиции к Журже, в делах 5 и 6 марта у Турбата и в бою у Обилешти (2 июня).
27 апреля 1807 года 1-й батальон вошёл в состав отряда генерал-майора Исаева, который был выслан в Крайову для соединения с сербским воеводой Георгием Чёрным и 14 мая разбил турок при Изворино-Альба, 18 июля отличился в деле у Малайниц, а на другой день, совместно с сербами, отбил наступление турок из Видина.
В 1809 году Олонецкий полк участвовал в бою под Журжей и затем охранял Валахию от набегов турок, а в 1810 году снова действовал совместно с сербами в бою у Прагова и при штурме Дуду и Брегова 12 марта и 24 сентября.
22 июня 1811 года при неудачном штурме Рущука полк геройски выдержал атаки превосходной в силах кавалерии и, перейдя в наступление, отбил 5 орудий, захваченных турками.
22 февраля 1811 года полк получил наименование Олонецкий пехотный полк.
В Отечественную войну полк вошёл в состав 3-й Западной армии и сражался с австрийцами у Горностаевцев и Волковыска.
В кампании 1813 года Олонецкий полк находился сперва при блокаде Глогау, а затем участвовал в сражениях при Бауцене, Рейхенбахе, Кацбахе и Лейпциге.
В 1814 году — при блокаде Касселя и в сражениях при Суассоне и Париже.
Во время войны 1828—1829 годов с Турцией Олонецкий полк участвовал в блокаде Журжи, осаде Силистрии, в сражении при Кулевче и в походе за Балканы.
В 1831 году Олонецкий полк участвовал в сражениях с польскими инсургентами на Понарских высотах и в штурме Варшавы, во время которого потерял своего командира полковника Тухачевского. За доблестное участие в этом штурме полку были пожалованы 6 декабря 1831 года знаки на головные уборы с соответственной надписью.
28 января 1833 года к Олонецкому полку был присоединён Пензенский пехотный полк и полк приведён в состав 4 действующих и 2 резервных батальонов.
В кампании 1849 года против мятежных венгров Олонецкий полк участвовал в сражении при Дебрецене.
10 марта 1854 года при полку были сформированы 7 и 8-й запасные батальоны.
25 июля 1855 года Олонецкий полк прибыл в Севастополь и находился 4 августа 1855 года — в сражении на Чёрной речке, а с 5 по 27 августа — в составе гарнизона Севастополя, занимая 2-й бастион и прилегавшую к нему куртину. За геройскую оборону этого бастиона 27 августа 1, 2, 3 и 4-й батальоны были награждены 30 августа 1856 года Георгиевскими знамёнами с надписью «3а Севастополь в 1854 г. и 1855 г.». В том же году три роты Олонецкого полка были отделены и направлены на формирование Одесского егерского полка.
После Восточной войны 5, 6, 7 и 8-й батальоны были упразднены, 4-й батальон причислен к резервным войскам, и весь полк приведён 23 августа 1856 года в состав трёх батальонов с тремя стрелковыми ротами. 27 мая 1860 года принц Карл Баварский был назначен шефом, и к названию полка присоединено его имя.
В 1863 году Олонецкий полк, занимая Влоцлавский уезд, принял деятельное участие в усмирении польского мятежа. 6 апреля 1863 года из 4-го резервного батальона и бессрочно-отпускных нижних чинов был сформирован двухбатальонный Олонецкий резервный пехотный полк, названный 13 августа 1863 года Оренбургским пехотным полком (этот полк унаследовал старшинство упразднённого в 1833 года Пензенского пехотного полка). 25 марта 1864 года Олонецкий полк получил № 14-й.
23 октября 1866 года, по случаю кончины шефа, полк назван 14-м пехотным Олонецким. 7 апреля 1879 года сформирован 4-й батальон.
20 августа 1898 года, в день столетнего юбилея, полку пожаловано новое Георгиевское знамя с дополнительной надписью «1798—1898».
19 августа 1911 года сербский король Петр I назначен шефом Олонецкого полка. В списках полка числится также сербский наследный королевич Александр.
Полковой праздник — 29 июня.

## Знаки отличия полка
- Георгиевское знамя с надписями «За Севастополь в 1854 и 1855 гг.» и «1798—1898», с Александровской юбилейной лентой.
- Знаки на головные уборы с надписью «За Варшаву 25 и 26 августа 1831 г.».

## Шефыполка
- 20.08.1798 — 22.04.1799 — генерал-майор Брандт, Иван Иванович
- 22.04.1799 — 14.12.1800 — генерал-майор Меркулов, Яков
- 14.12.1800 — 30.07.1801 — генерал-майор Кашкин, Дмитрий Евгеньевич
- 30.07.1801 — 26.01.1803 — генерал-лейтенант Дохтуров, Дмитрий Сергеевич
- 09.03.1803 — 04.02.1808 — генерал-майор Мичурин, Василий Григорьевич
- 07.02.1808 — 01.09.1814 — полковник (с 29.12.1810 генерал-майор) Турчанинов, Павел Петрович
- 27.05.1860 — 23.10.1866 — принц Баварский Карл
- 19.08.1911 — хх.хх.1917 — король Сербский Пётр I Карагеоргиевич

## Командиры полка
- 16.11.1798 — 05.11.1799 — подполковник граф Головин, Иван Сергеевич
- 05.11.1799 — 27.06.1807 — подполковник (с 30.11.1803 полковник) Балла, Александр Иванович
- 28.11.1807 — 19.03.1812 — подполковник (с 13.04.1811 полковник) Второв, Осип Максимович
- 31.08.1812 — 02.03.1816 — подполковник Булгарский, Пётр Васильевич
- 02.03.1816 — 25.02.1821 — полковник Краснокутский, Семён Григорьевич
- 25.04.1821 — 18.04.1826 — полковник Казнаков, Геннадий Иванович
- 15.09.1826 — 25.08.1831[2] — подполковник (с 27.05.1827 полковник) Тухачевский, Александр Николаевич
- 11.12.1831 — 02.04.1833 — командующий подполковник Фомин, Пётр Васильевич
- 02.04.1833 — 19.05.1833 — полковник Савостьянов, Павел Иванович
- 19.05.1833 — 21.11.1838 — полковник Дик, Егор Афанасьевич
- 21.11.1838 — 09.05.1849 — полковник (с 06.12.1847 генерал-майор) Гогинов, Павел Александрович
- 20.05.1849 — 12.08.1855 — полковник (с 06.12.1853 генерал-майор) Маслов, Николай Александрович
- 12.08.1855 — 12.11.1855 — подполковник (с 30.08.1855 полковник) Алексеев, Павел Васильевич
- 12.11.1855 — 09.05.1860 — полковник Пеховский, Людвиг Людвигович
- 09.05.1860 — 30.08.1863 — полковник Шильдер-Шульднер, Юрий Иванович
- 16.10.1863 — 08.10.1864 — полковник Пороховников, Виктор Иванович
- 27.10.1864 — 01.10.1869 — полковник Чемерзин, Алексей Яковлевич
- 20.10.1869 — 28.01.1876 — полковник Миркович, Михаил Фёдорович
- 11.02.1876 — 20.12.1884 — полковник (с 15.05.1883 генерал-майор) Москальцев, Дмитрий Тимофеевич
- 29.02.1884 — 15.05.1885 — полковник Мек, Карл Карлович
- 23.05.1885 — 08.06.1886 — полковник Айгустов, Николай Алексеевич
- 06.07.1886 — 11.08.1889 — полковник Пакален, Нильс Карлович
- 29.09.1889 — 21.07.1895 — полковник Мау, Николай Иванович
- 07.08.1895 — 22.04.1897 — полковник Деханов, Николай Васильевич
- 17.07.1897 — 15.05.1898 — полковник Кириллов, Митрофан Алексеевич
- 26.05.1898 — 03.08.1900 — полковник Доможиров, Пётр Петрович
- 27.08.1900 — 11.10.1903 — полковник Фёдоров, Семен Иванович
- 16.10.1903 — 06.08.1906 — полковник Постовский, Пётр Иванович
- 14.08.1906 — 04.05.1907 — полковник Назарбеков, Фома Иванович
- 13.07.1907 — 25.06.1910 — полковник Рябков, Павел Петрович
- 25.06.1910 — 05.08.1915 — полковник (с 03.04.1915 генерал-майор) Шнейдер, Владимир Карлович (Шевелёв, Владимир Георгиевич)
- 07.08.1915 — 27.02.1916 — полковник Черкас, Владимир Симфорионович
- 05.03.1916 — 08.05.1917 — полковник Козунов, Константин Гаврилович
- 08.05.1917 — 25.10.1917 — подполковник (с 24.05.1917 полковник) Сильванский, Николай Михайлович

## Известные люди, служившие в полку
- Арсеньев, Владимир Клавдиевич — русский и советский путешественник и этнограф, исследователь Дальнего Востока России, писатель («По Уссурийскому краю», «Дерсу Узала»).
- Бегичев, Степан Никитич — член ранних декабристских обществ, друг и покровитель А. С. Грибоедова
- Куцинский, Трофим Егорович — протоиерей, герой штурма Измаила
- Переверзев, Фёдор Лукич — тайный советник, сенатор, директор Департамента податей и сборов
- Филипсон, Григорий Иванович — генерал от инфантерии, сенатор, участник Кавказской войны, писатель
- Мациевский, Евгений Осипович(Иосифович) - генерал от инфантерии , военный губернатор Забайкальской области и Наказной атаман Забайкальского казачьего войска

## Другие формирования этого имени
Олонецкий солдатский полк — сформирован в 1697-98 годах из стрельцов Казанского разряда. С 1700 года участвовал в Северной войне (полковник-шеф — генерал-майор Александр Вилимович Шарф, фактически командовал его брат Андрей Вилимович), участвовал в боях в районе Псковского и Чудского озер и шведской границы. В 1709 году сражался под Полтавой, затем нёс гарнизонную службу в Чернигове. Расформирован в 1712 году.
Олонецкий драгунский полк —  сформирован в 1707 году из рейтарского полка полковника Моисея Мурзенка. Воевал в 1707—1708 годах под Панкрами и Карлс-Киркой в Польше. В 1709 году действовал под Полтавой и Ревелем, в 1711—1712 годах — в Померании, в 1714 году — под Вазой, в 1716—1717 годах — опять в Польше. В 1721—1722 годах находился на строительстве Ладожского канала, в 1723—1725 годах — на Царицынской линии. В 1725—1752 годах находился в Сибири, на оборонительной линии от реки Тобол до Кузнецка. Расформирован 1 февраля 1772 года роты распределены их по нововведённым лёгким полевым командам.
В XVIII веке в Русской императорской армии существовали также Олонецкий егерский батальон, квартировавший в Петрозаводске и нёсший охрану окрестных горных заводов. Обстоятельства сформирования и упразднения этой воинской части неизвестны.
В 1918 г. в Петрозаводске находился 5-й пехотный Олонецкий полк комиссариата внутренних дел.